# Мостюэжуль
Мостюэжу́ль (фр. Mostuéjouls, окс. Mostuèjols) — коммуна во Франции, находится в регионе Окситания. Департамент — Аверон. Входит в состав кантона Пейрело. Округ коммуны — Мийо.
Код INSEE коммуны — 12160.
Коммуна расположена приблизительно в 530 км к югу от Парижа, в 155 км северо-восточнее Тулузы, в 55 км к востоку от Родеза.

## Население
Население коммуны на 2008 год составляло 282 человека.
| 1962 | 1968 | 1975 | 1982 | 1990 | 1999 | 2008 |
| ---- | ---- | ---- | ---- | ---- | ---- | ---- |
| 202  | 260  | 217  | 232  | 249  | 264  | 282  |

## Экономика
В 2007 году среди 197 человек в трудоспособном возрасте (15—64 лет) 130 были экономически активными, 67 — неактивными (показатель активности — 66,0 %, в 1999 году было 69,1 %). Из 130 активных работали 105 человек (62 мужчины и 43 женщины), безработных было 25 (12 мужчин и 13 женщин). Среди 67 неактивных 11 человек были учениками или студентами, 37 — пенсионерами, 19 были неактивными по другим причинам.

## Достопримечательности
- Церковь Сен-Совёр (XII век). Памятник истории с 1930 года[3]
- Церковь Нотр-Дам-де-Шан (XII век). Памятник истории с 1930 года[4]
- Замок (XIII век). Памятник истории с 1982 года[5]

## Фотогалерея

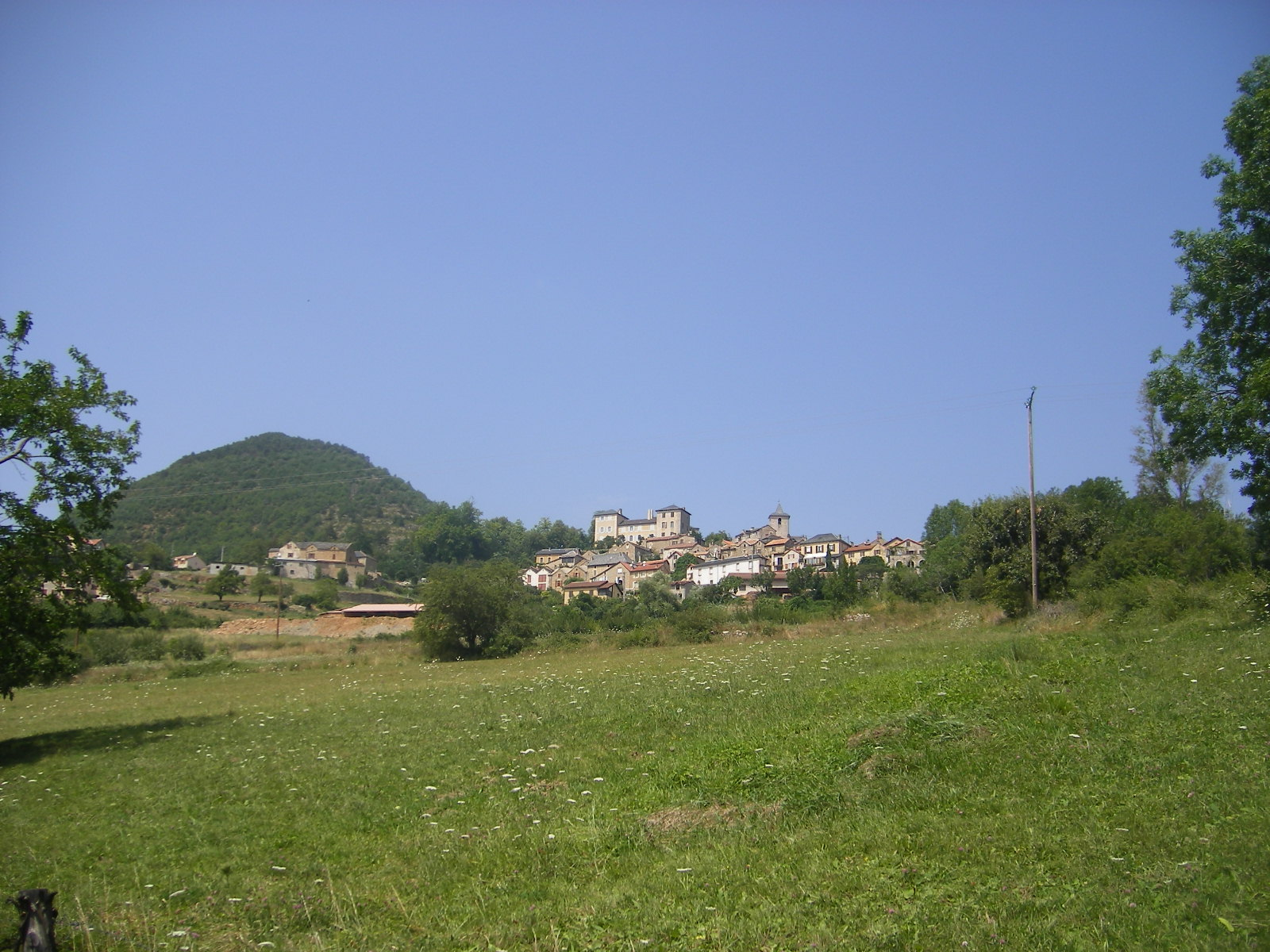
Мостюэжуль
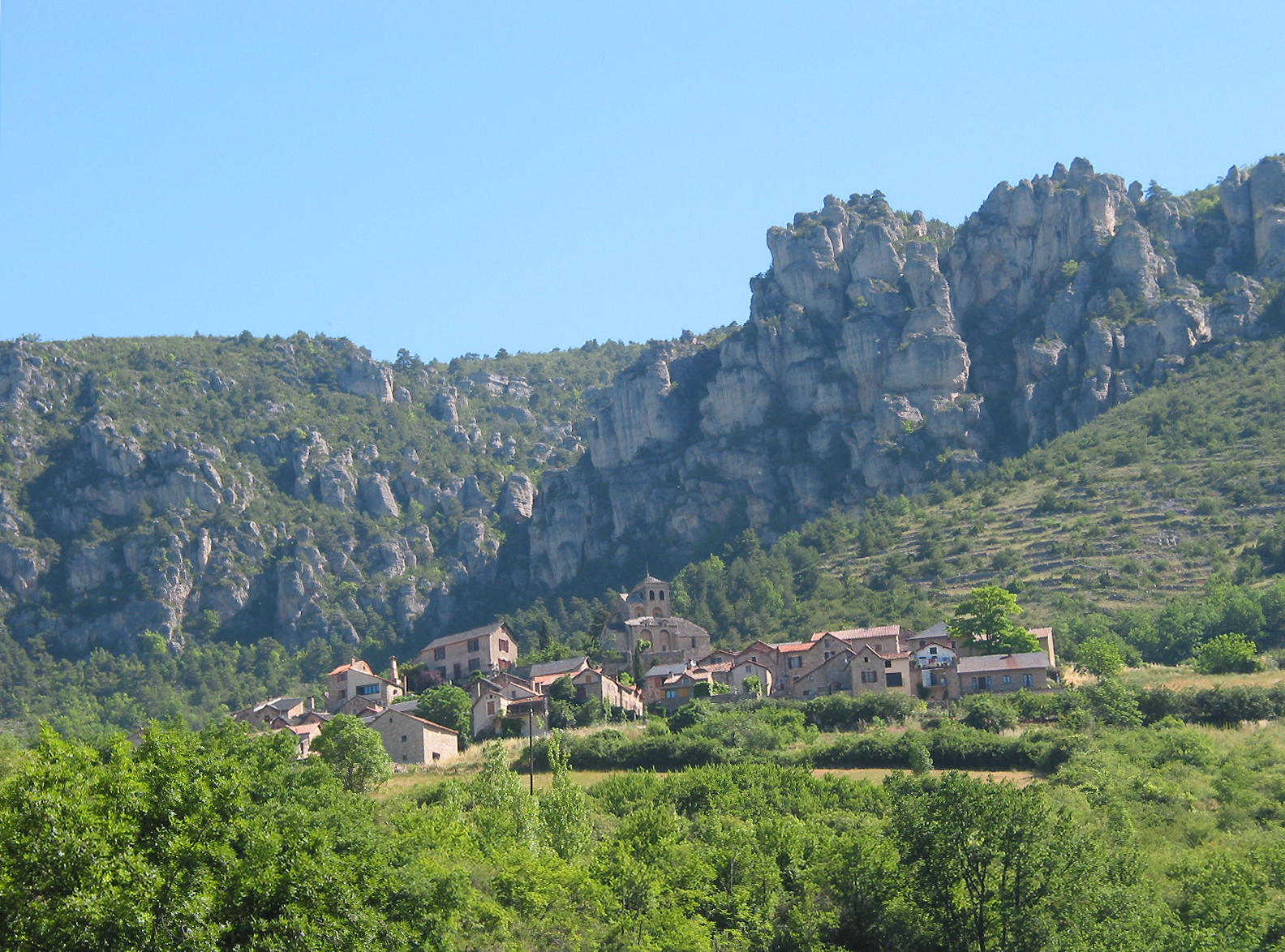
Деревня Льоку
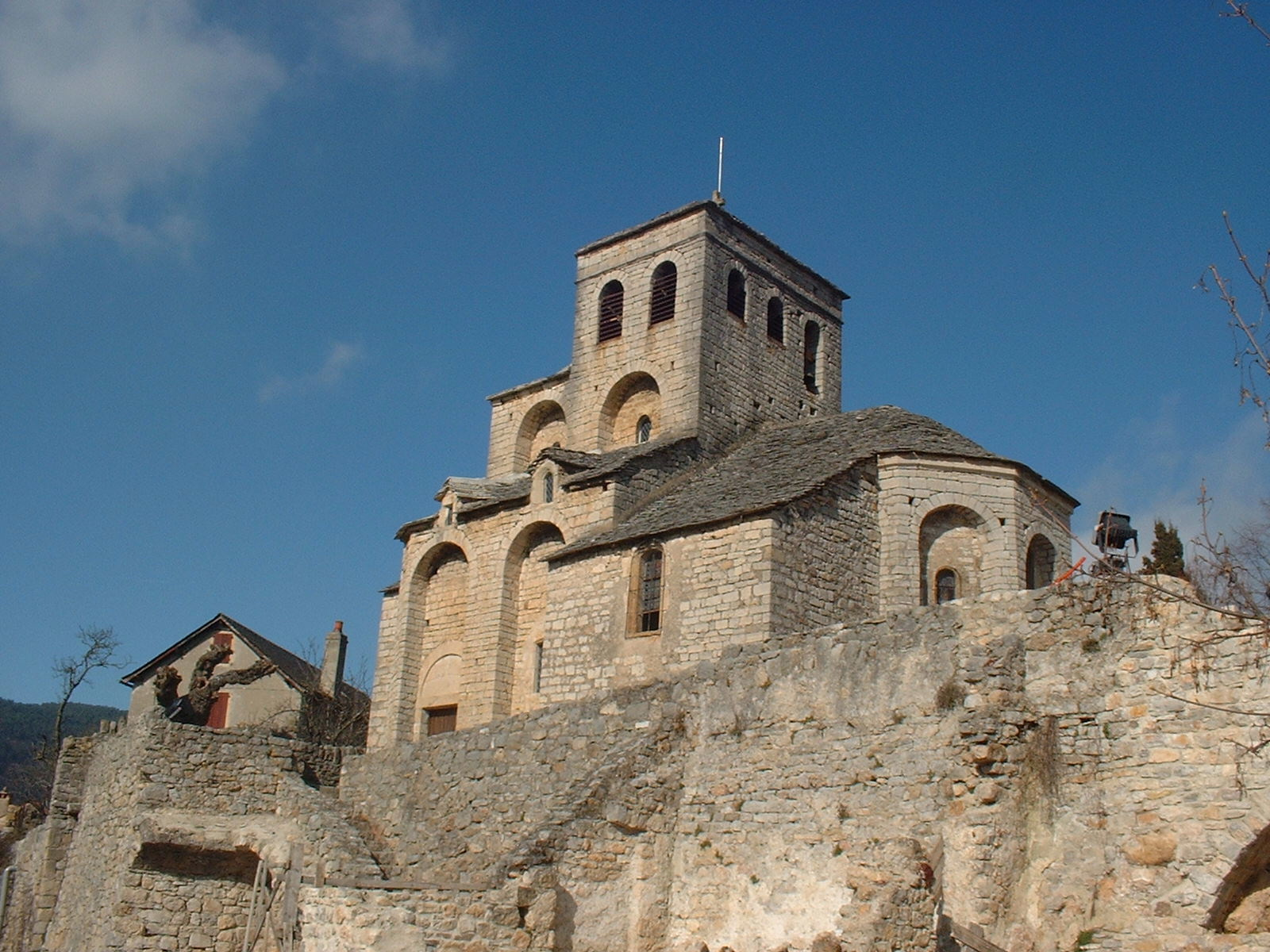
Церковь Сен-Совёр
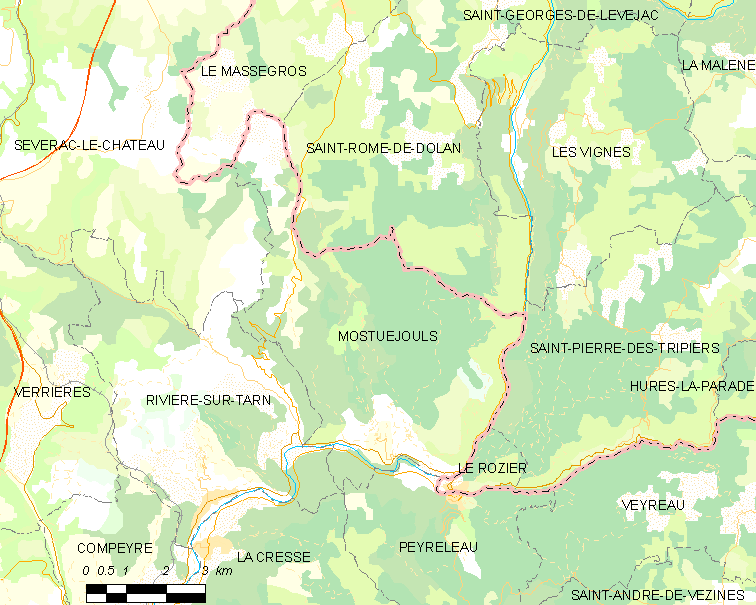
Карта коммуны